# ریها

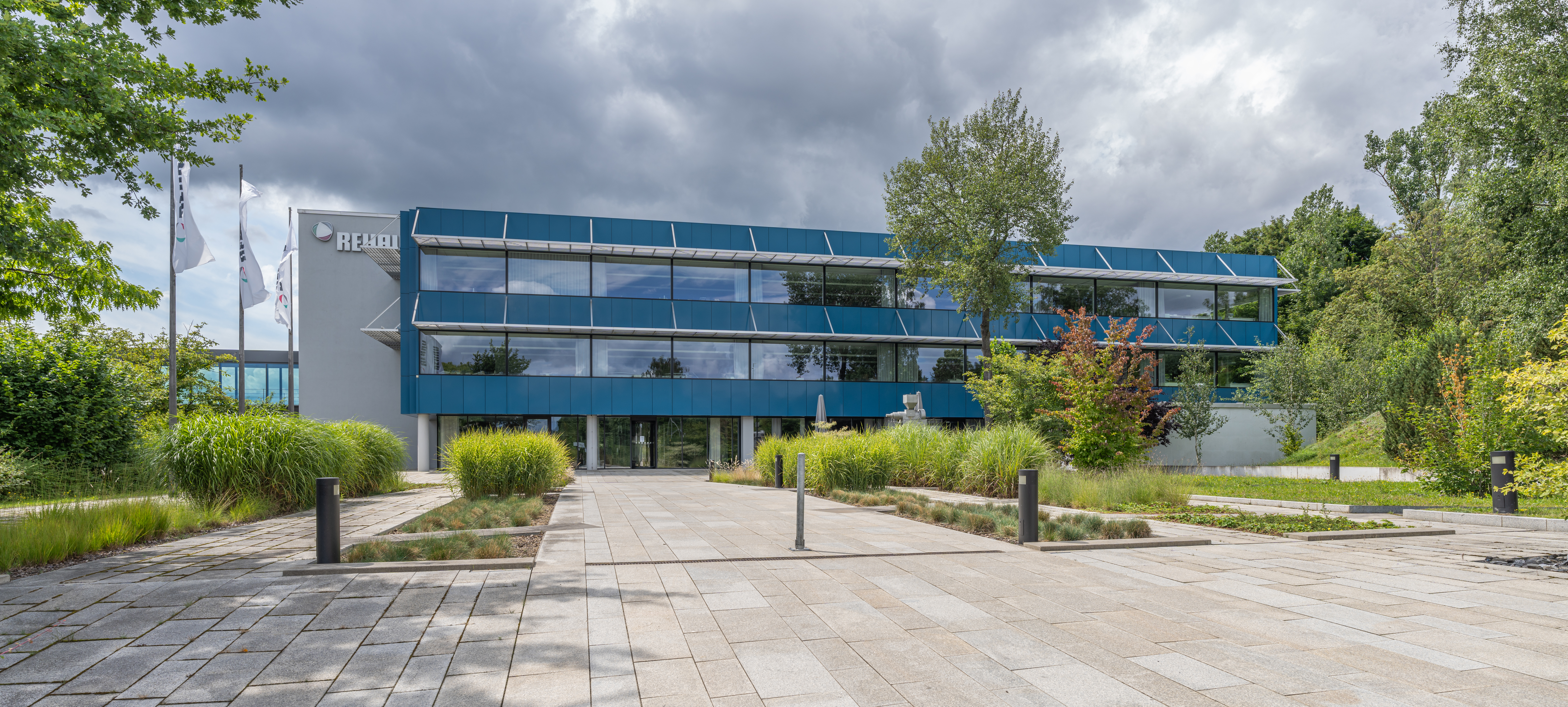
Rheniumhaus, Rehau

ریها (انگلیسی: Rehau Group) شرکت صنایع شیمیایی آلمانی است، که در سال ۱۹۴۸ تأسیس شد.